# Палтіель Дайкан
Палтіель Дайкан (івр. פלטיאל דייקן, ім'я при народженні: Файтель Дікштейн; 12 травня 1885 — 12 лютого 1969) — дослідник єврейського права, лауреат Премії Ізраїлю в галузі юриспруденції.

## Біографія
Дайкан народився у Вілейці, що в Російській імперії (нині Білорусь), як нащадок Нафталі Цві Єгуди Берліна (Націва з Воложина) по лінії батька, Єгуди. Коли йому було шість років, його родина переїхала до Феодосії у Криму, де він з відзнакою закінчив державну гімназію, після чого вступив на юридичний факультет Одеського університету. У 1910 році Дайкан з відзнакою закінчив навчання за наукову роботу з дослідження римського права. До 1917 року він працював помічником адвоката в Петербурзі і зарекомендував себе як незалежний адвокат, що спеціалізується на єврейському праві.
У 1913 році Дайкан разом з Генріхом Сліозбергом заснував гурток з вивчення історії єврейського права в рамках Товариства історії та етнографії євреїв, яким керував Семен Дубнов. Протягом своєї роботи в Російській імперії Дайкан спеціалізувався на різних аспектах єврейського права, і серед його статей були дослідження на теми від майнових законів та статусу «агуна» до смертної кари, близько 60 з яких були опубліковані в Російсько-єврейській енциклопедії. Він також був членом Товариства «Поширення освіти» та Товариства любителів івриту, а під час Першої світової війни працював у товаристві «ЄКОПО» для допомоги єврейським біженцям та вигнанцям.
Товариство «Єврейське право», що діяло в Москві, запросило Дайкана до співпраці у 1918 році. Приблизно через рік товариство було змушене покинути місто, і Дайкан заснував його нове місцеперебування в Києві. Згодом через політичну нестабільність у регіоні він був змушений перенести своє місце проживання та діяльність товариства до Одеси, а потім повернувся до Феодосії. Після повернення до Феодосії він почав працювати в місцевій Сіоністській організації та заснував кооперативну мережу «Ахва».
У 1921 році Дайкан разом з дружиною Любою та сином емігрував до Палестини (влітку 1949 року він змінив прізвище на Дайкан). Одразу після приїзду він приєднався до філії «Єврейського права» в Єрусалимі, а у 1924 році заснував філію товариства в Тель-Авіві та обіймав посаду її секретаря. У той же час, з 1922 по 1938 рік, Дайкан також був секретарем Верховного мирового суду на івриті та брав активну участь у формуванні судових процедур. Крім того, він працював у комітеті Асоціації єврейських адвокатів у Тель-Авіві, а з 1943 року редагував бюлетень асоціації «Га-Пракліт». У 1946 році він також почав редагувати збірки «Га-Мішпат», що містили рішення єврейських окружних судів.
Його юридична діяльність призвела до широкої громадської активності: він був заступником голови Верховного мирового суду на івриті, членом апеляційного суду при Асоціації єврейських адвокатів, юридичним радником Асоціації письменників, членом суду Асоціації письменників, членом юридичної ради при Національному комітеті (напередодні створення держави його обрали головою підкомітету з єврейської юридичної термінології) та обіймав інші посади.
У 1935 році Дайкан брав активну участь у заснуванні Вищої школи права та економіки, яка стала основою для створення Тель-Авівського університету. З 1948 року він був деканом юридичного факультету, а у 1957 році його обрали головою академічного президіуму Тель-Авівського університету. У 1958 році його призначили ректором університету, а у 1959 році він отримав звання професора. З 1950 року до виходу на пенсію Дайкан також викладав на юридичному факультеті Єврейського університету в Єрусалимі.
За свою роботу Дайкан отримав численні нагороди та почесні звання, серед яких Премія Цейтліна за дослідження проблеми «агуна» та звання почесного члена Єврейського університету в Єрусалимі за розвиток юридичної освіти в Ізраїлі. У 1957 році він отримав Премію Ізраїлю в галузі юриспруденції за «свою піонерську, наукову та організаційну роботу, спрямовану на впровадження єврейського права як живого та вирішального фактора в суспільній та правовій системі, за свою велику літературну та дослідницьку діяльність, в якій він зробив значний внесок у розвиток юридичної освіти в країні та у формування правової думки та реальності в Державі Ізраїль».
Дайкан помер у 1969 році в Петах-Тікві.

## Публікації
- Єврейське право (серія томів між 1926–1937, спільно з Мордехаєм Еліашем)
- Право і держава в Ізраїлі, 1936
- Правове становище жінки в Ізраїлі, 1950
- Га-Пракліт 5 (1948), 67–70 'На згадку про Авраама Хаїма Фреймана'.
- Кримінальне право: в Ізраїлі та у народів, у минулому та сьогоденні, 1954
- Закони про шлюб та розлучення: у світлі законів Держави Ізраїль 1950–1955 років та рішень рабинських і цивільних судів, 1956
- Історія мирового суду на івриті: його тенденції, діяльність та досягнення, 1964
- Проблеми цивільного процесу, 1966